# ماكس بوكس
ماكس بوكس (بالإنجليزية: Max Baucus) ولد في 11 ديسمبر 1941 هو سياسي أميركي كان سيناتور ولاية مونتانا من عام 1978 إلى عام 2014 في الكونغرس الأمريكي. عضو في الحزب الديمقراطي، يعتبر الأطول خدمة في مجلس الشيوخ عن ولاية مونتانا من بين كل السيناتورات. يشغل بوكس الآن منصب سفير الولايات المتحدة إلى الصين منذ 2014. 

كما لعب دورا هاما عندما كان رئيس لجنة مجلس الشيوخ للشؤون المالية في النقاش الدائر حول إصلاح نظام الرعاية الصحية في الولايات المتحدة. وكان أيضا رئيس اللجنة المشتركة للضرائب، وهو عضو في لجنة مجلس الشيوخ بشأن الزراعة، التغذية والغابات ولجنة مجلس الشيوخ من اجل البيئة والأشغال العامة، وكان رئيسا للجنة الفرعية المعنية بالنقل والبنية التحتية. قبل انتخابه لمجلس الشيوخ، كان بوكوس عضوا في مجلس نواب الولايات المتحدة النواب بين العامي 1975-1978، حيث مثل المنطقة رقم 01 من ولاية مونتانا في الكونغرس الأمريكي. خدم سابقا في مجلس نواب ولاية مونتانا بين عامي 1973-1974.

في 9 أغسطس 2011، عينه زعيم الاغلبية في مجلس الشيوخ هاري ريد في لجنة الاختيار المشتركة للحد من العجز في الكونغرس. في 23 أبريل 2013، أعلن بوكوس انه سيعتزل من مجلس الشيوخ الأمريكي في نهاية فترة ولايته في 2015.

في 18 ديسمبر 2013، ذكرت صحيفة بوليتيكو أن البيت الأبيض قد اختار ماكس بوكوس سفيرا للولايات المتحدة لدى الصين. في 6 فبراير 2014، وأكدَ ذلك بأغلبية 96-0 في غياب ثلاثة جمهوريين ومع تصويت بوكوس نفسه «في الوقت الحاضر». ثم استقال من مقعده في مجلس الشيوخ في نفس اليوم.